# Mother Goose

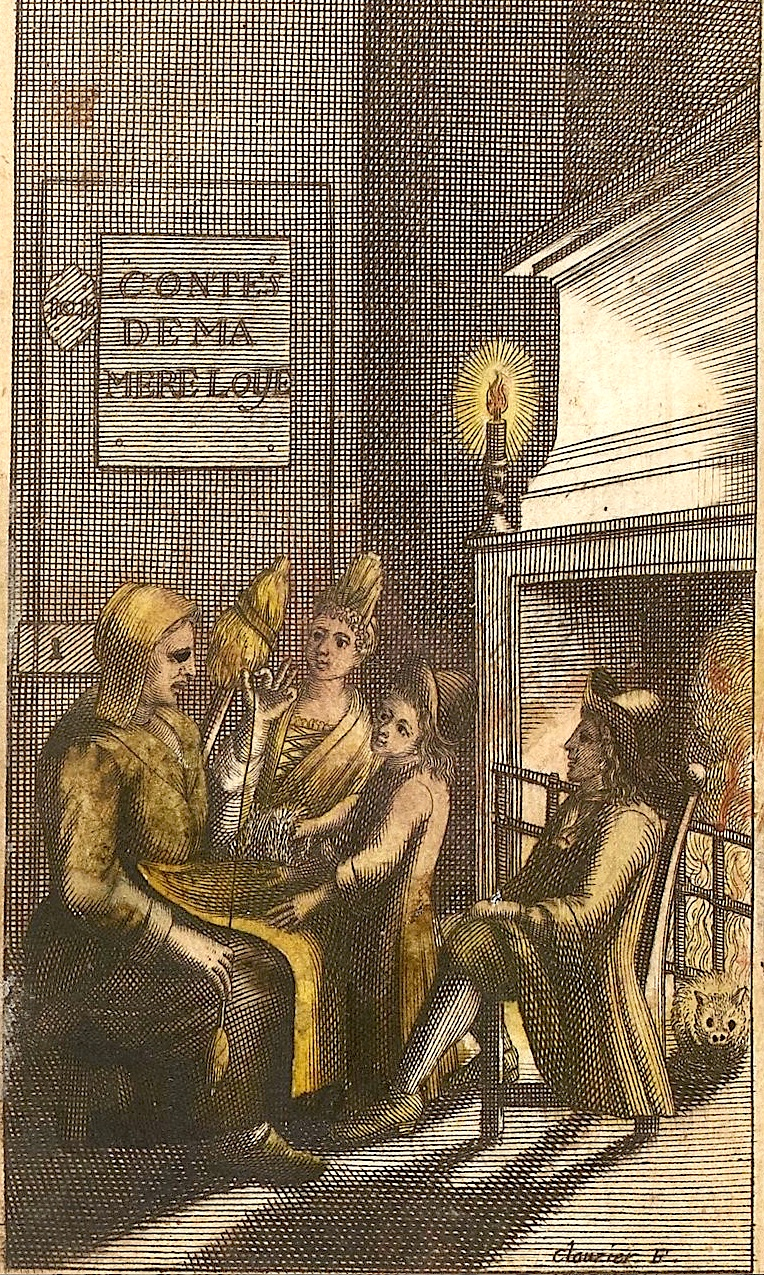
Frontispiz von Contes de ma mère l'Oye von Charles Perrault (1697)

Mother Goose (französisch Ma Mère l’Oye, deutsch Mutter Gans) ist eine literarische Figur aus Kinderreimen und Märchen, die besonders in Amerika und Großbritannien weit verbreitet ist. Sie wird in Buchillustrationen meist als ältere Bauersfrau mit einem hohen Spitzhut dargestellt, alternativ auch als Gans mit einer Mütze. Mother Goose rhymes (Mother-Goose-Reime) stehen als Gattungsbezeichnung für Gedichte, die sich als humorige Verse, Abzählreime oder Schlaflieder an Kinder richten, ein einfaches Versmaß besitzen und teils mündlich überliefert wurden.

## Geschichte

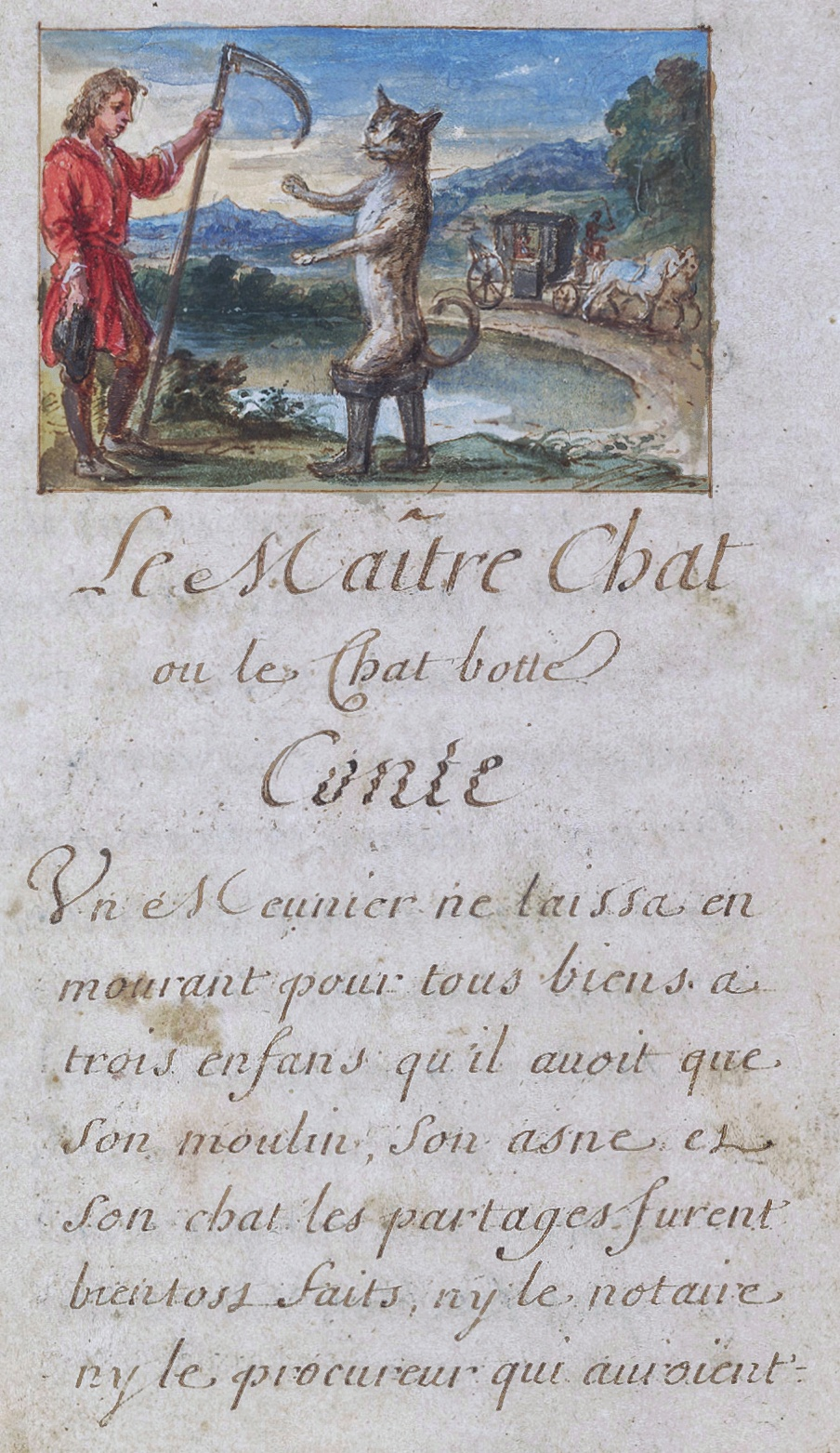
Gestiefelter Kater aus Contes de ma mère l’Oye von Charles Perrault

Die erste namentliche Erwähnung der Mère l’Oye datiert auf 1697, als der Schriftsteller und Bewahrer von Märchen Charles Perrault unter dem Namen seines Sohnes eine Sammlung von acht Märchen in französischer Sprache veröffentlichte. Die enthaltenen Märchen waren La Belle au bois dormant (Dornröschen), Petit Chaperon rouge (Rotkäppchen), La Barbe bleüe (Blaubart), Le Maistre Chat, ou le Chat botté (Gestiefelter Kater), Les Fées (Frau Holle), Cendrillon, ou la Petite Pantoufle de verre (Aschenputtel), Riquet à la Houppe (Riquet mit dem Schopf) und Le Petit Poucet (Der kleine Däumling). Die Sammlung wurde unter ihrem Untertitel „Contes de ma mère l’Oye“ (Geschichten von meiner Mutter Gans) bekannt.
1729 erschien mit Robert Samber’s Histories or Tales of Past Times die erste Übersetzung der Edition ins Englische, und machte die Märchen in der englischsprachigen Welt bekannt.

## Bekannte Mother Goose rhymes
- As I Was Going to St Ives
- Humpty Dumpty
- Mary Had a Little Lamb

## Märchen, Geschichten und Gedichte von Mother Goose

### Bekannte Veröffentlichungen vor 1923
Sortiert in zeitlicher Reihenfolge. Die Jahresgrenze von 1923 ergibt sich aus der amerikanischen Schutzfrist für Texte und Illustrationen, dadurch sind folgende Publikationen online verfügbar:
- Charles Perrault: Histoires ou contes du temps passés, avec des moralités – Contes de ma mère l’Oye. Paris 1697. (Übersetzung ins Englische von Charles Welsh: Tales and Stories of the Past with Morals: Tales of Mother Goose)
- Mother Goose’s Melody; or Sonnets for the Cradle. Newbery, London 1780. (Copyright eingereicht am 29. Dezember 1780 von John Carnan, Stiefsohn des Verlegers John Newbery.[2])
- The Only True Mother Goose Melodies. Munroe & Francis, Boston ca. 1825
- L. Frank Baum: Mother Goose in Prose, mit Illustrationen von Maxfield Parrish. Way and Williams, Chicago 1897.
- The Real Mother Goose, mit Illustrationen von Blanche Fisher Wright. Rand McNally, Chicago 1916.

### Adaptionen
Ballettmusik für Orchester:
- Ma mère l’oye von Maurice Ravel, uraufgeführt am 29. Januar 1912 im Théâtre des Arts in Paris

Musik:
- Mother Goose von Jethro Tull
- Mother Goose March John Philip Sousa

Film und Fernsehen:
- Mother Goose Rock ’n’ Rhyme, ein Disney-Channel-Fernsehfilm von 1990 unter Regie von Jeff Stein, u. a. mit Harry Anderson, Cyndi Lauper, Art Garfunkel und Woody Harrelson